# Diecezja Yakima
Diecezja Yakima (łac. Dioecesis Yakimensis, ang. Diocese of Yakima) jest diecezją Kościoła rzymskokatolickiego w środkowej części stanu Waszyngton.

## Historia
Diecezja została kanonicznie erygowana 23 czerwca 1951 roku przez papieża Piusa XII. Wyodrębniono ją z terenów diecezji Seattle i diecezji Spokane. Pierwszym ordynariuszem został kapłan archidiecezji Seattle Joseph Patrick Dougherty (1905-1970). 

## Ordynariusze
- Joseph Patrick Dougherty (1951–1969)
- Cornelius Power (1969–1974)
- Nicolas Eugene Walsh (1974–1976)
- William Skylstad (1977–1990)
- Francis George OMI (1990–1996)
- Carlos Arthur Sevilla SJ (1996–2011)
- Joseph Tyson (od 2011)